# 1869 en droit
Cet article présente les faits marquants de l'année 1869 en droit.

## Événements
- Seabirds Protection Act britannique

## Naissances
- 2 mars : Gaston Jèze, Professeur de droit public (décédé le 5 août 1953)